# Анания Мокаци
Анания Мокаци (арм. Անանիա Մոկացի, около 900, Фас — 968, Аргина) — армянский писатель, богослов, историк, 54-й Католикос всех армян (946—968).

## Биография
Родился в начале X века в деревне Фас провинции Мокк. Начальное образование получил в монастырях Ахтамар и Варагаванк, позже стал настоятелем Варагаванка. С 946 года — Католикос всех армян. После возглашения в 961 году города Ани столицей Армянского царства, провёл роскошную коронацию царя Ашота Милостивого в новой столице. Преемником стал Ваган Сюнеци.

#### Борьба за единство церкви
Начало правления Анании Мокаци ознаменовалось распространением халкидонства и тондракийской секты среди армян, в том числе и среди священников. Сильно обострились отношения Албанской и Сюникской епархий с католикосатом. Католикосы Албании Саак и Гагик, а также митрополит Сюникский Акоб, попытались вывести свои епархии из-под юрисдикции Армянской церкви, но Мокаци удалось пресечь эти попытки. Ради сохранения церковного единства, а также для централизации Армянской церкви, он перенёс свою резиденцию из уединённого острова Ахтамар в Аргину, небольшой городок рядом со столицей Ани. В 960-х годах издал указ о «повторном крещении», позволяя таким образом армянам-халкидонитам вернуться в лоно национальной церкви. Известно также, что, с целью пресечь распространение халкидонства, Анания просил у царя Абаса запретить браки с халкидонитами. Немало проблем в это время создавали также тондракийцы, однако и против них Мокаци успешно боролся. Один из армянских епископов — Хосров Андзеваци, которого Анания раньше называл «мужем скромным и мудрым», был предан анафеме из-за подозрений в симпатии к тондракийцам. Другой бывший соратник Мокаци — Анания Нарекаци, после таких подозрений писал анти-тондракийские и анти-халкидонские книги, чтобы отвести от себя подозрения католикоса. Правление Анании Мокаци в целом привело к укреплению Армянской церкви и культурному возрождению.

#### Литературное наследие
Оставил богатое литературное наследие, но до нас дошли только четыре послания. Эти труды сообщают важные сведения о внутренней жизни Армении и представляют большую историческую ценность. По свидетельству Степаноса Орбеляна, Мокаци составил сборник «Послание веры», который, однако, не сохранился. Ведущая роль в исследовании сочинений Мокаци принадлежит Галусту Тер-Мкртчяну (1860—1918).